# De re metallica
De re metallica (Latijn voor Over mijnbouw) is een boek dat een volledige en systematische verhandeling geeft over mijnbouw, metallurgie en het smelten van metalen, gepubliceerd in 1556. De auteur van dit werk was Georg Bauer, wiens naam gelatiniseerd werd tot Georgius Agricola. Het boek bleef tot zo'n 180 jaar na de publicatie de meest gezaghebbende tekst over mijnbouw.
Voor dit werk bracht Agricola negen jaar door in het Boheemse plaatsje Joachimsthal, dat later tot Tsjechië ging behoren. Joachimsthal herbergt verscheidene zilvermijnen. Na Joachimsthal bracht hij de rest van zijn leven door in Chemnitz, een mijnstad in Saksen. Zowel Joachimsthal en Chemnitz liggen in het Ertsgebergte.
Mijnbouw was een zaak van vakmensen die hun kennis in het algemeen niet aan de grote klok hingen. Ten aanzien van het opsporen van ertsen, het aanleggen en onderhouden van mijngangen en alle technische hulpmiddelen die daarbij kwamen kijken, en het winnen van het metaal uit de erts had zich in de loop van de tijd een omvangrijke ervaringskennis opgebouwd. Deze kennis werd mondeling overgeleverd binnen een kleine groep van technici en mijnopzichters. Deze mensen bekleedden in de Middeleeuwen eenzelfde vooraanstaande rol als de bouwmeesters van de grote kathedralen, of misschien ook alchemisten. Het was een kleine, kosmopolitische elite waarbinnen de bestaande kennis werd doorgegeven en ontwikkeld. 
Mijnwerkers, en vooral mijnbouwspecialisten, stonden hoog in aanzien en genoten allerlei privileges.
Slechts enkele schrijvers uit die tijd zeggen iets over de mijnbouw zelf. Gedeeltelijk was dat omdat deze kennis, zoals gezegd, heel moeilijk toegankelijk was. Maar ook vonden ze het eenvoudigweg niet de moeite waard om er over te schrijven. Mijnbouwspecialisten mochten dan in aanzien staan, het bleven toch (in het algemeen ongeletterde) handwerkslieden. Geleerden en andere schrijvers hielden zich liever met hogere dingen bezig en zagen neer op zoiets banaals als handwerk.
Pas in de Renaissance verandert dat. In deze tijd verlieten vele geleerden deze hooghartige houding en legden een levendige belangstelling aan de dag voor allerlei onderwerpen die voorheen als onbelangrijk golden. Door de verbeterde verkeersmiddelen en de uitvinding van de boekdrukkunst werd kennis veel eenvoudiger verspreid dan vroeger. In 1500 verscheen het eerste gedrukte boek dat gewijd was aan mijnbouwkunde, het “nutzlich bergbuchleyn” van Ulrich Rulein von Calw. Het belangrijkste werk in dit genre echter waren de twaalf boeken De re metallica van Georgius Agricola, verschenen in 1556. 

## Opzet
Het boek is opgebouwd uit een voorwoord en twaalf hoofdstukken, die zijn gelabeld van boek I tot en met XII, zonder titels. Het bevat hiernaast een aantal houtsneden met illustraties en enige schema's die de in de tekst beschreven apparatuur en processen illustreren. Hieronder volgt een samenvatting van de inhoud van de opvolgende boeken.

### Voorwoord
Agricola draagt dit boek op aan Duitse aristocraten, waaronder de keurvorsten Maurits van Saksen en diens broer August, die de belangrijkste opdrachtgevers waren. Vervolgens beschrijft hij dan de werken van oude en toenmalige schrijvers over mijnbouw en metallurgie, waarbij het werk van Plinius de Oudere als de belangrijkste historische bron wordt aangeduid. Agricola beschrijft diverse boeken van tijdgenoten, waaronder als voornaamste, het boekje van Calbus van Freiberg in het Duits. De werken van alchemisten worden beschreven. Agricola verwerpt niet zozeer het idee van de alchemie, maar klaagt aan dat alchemistische geschriften duister zijn, en dat er nooit gesproken wordt over een van de meesters, die zich hieraan verrijkt heeft. Hij beschrijft vervolgens frauduleuze alchemisten, die de doodstraf verdienen. Agricola rondt zijn inleiding af door de opzet van zijn werk toe te lichten. Aangezien geen andere auteur de kunst van het metaal volledig heeft beschreven, heeft hij dit dan uiteengezet in twaalf boeken. Ten slotte richt hij zich opnieuw tot zijn doelpubliek, de Duitse vorsten, en leg uit hoe men rijk kan worden door het toepassen van deze kunst.

### Boek I: Argumenten voor en tegen deze kunst
Dit boek bestaat uit de argumenten, die tegen de kunst pleitten en Agricola's tegenargumenten. Hij legt uit dat de winning en exploratie niet alleen een kwestie is van geluk en hard werken. Er is specifieke kennis nodig, die aangeleerd dient te worden. Zo dient een mijnwerker kennis te hebben van de filosofie, geneeskunde, astronomie, landmeten, rekenen, architectuur, tekenen en recht. Echter weinigen zullen zich meester maken van het gehele ambacht, omdat de meesten specialisten zijn. Dit gedeelte is vol met klassieke referenties, en toont de diepgang van de klassieke opleiding van Agricola. De argumenten variëren van filosofische bezwaren tegen de stelling dat goud en zilver intrinsiek waardeloos zijn; het gevaar dat de mijnbouw inhoudt voor haar werknemers; en de vernietiging van de terreinen waarop het wordt uitgevoerd. Hij stelt dat zonder metalen, geen enkele andere activiteit zoals architectuur of landbouw mogelijk zijn. De gevaren voor mijnwerkers worden afgedaan met de argumenten, dat de meeste doden en gewonden worden veroorzaakt door onvoorzichtigheid, en dat andere beroepen eveneens gevaarlijk zijn. Het ontbossen van het landschap voor brandstof is gunstig als het land als bouwland kan worden gebruikt. Mijnen zijn meestal in de bergen en valleien met weinig economische waarde. Het verlies van voedsel uit de gerooide bossen kan worden vervangen door aankoop van voedsel uit de winst, en metalen zijn ondergronds geplaatst door God en de mens heeft het recht deze op te halen en te gebruiken. Tot slot stelt Agricola, dat de mijnbouw een eervolle en winstgevende bezigheid is.

### Boek II: De mijnwerker en een betoog over het vinden van aders

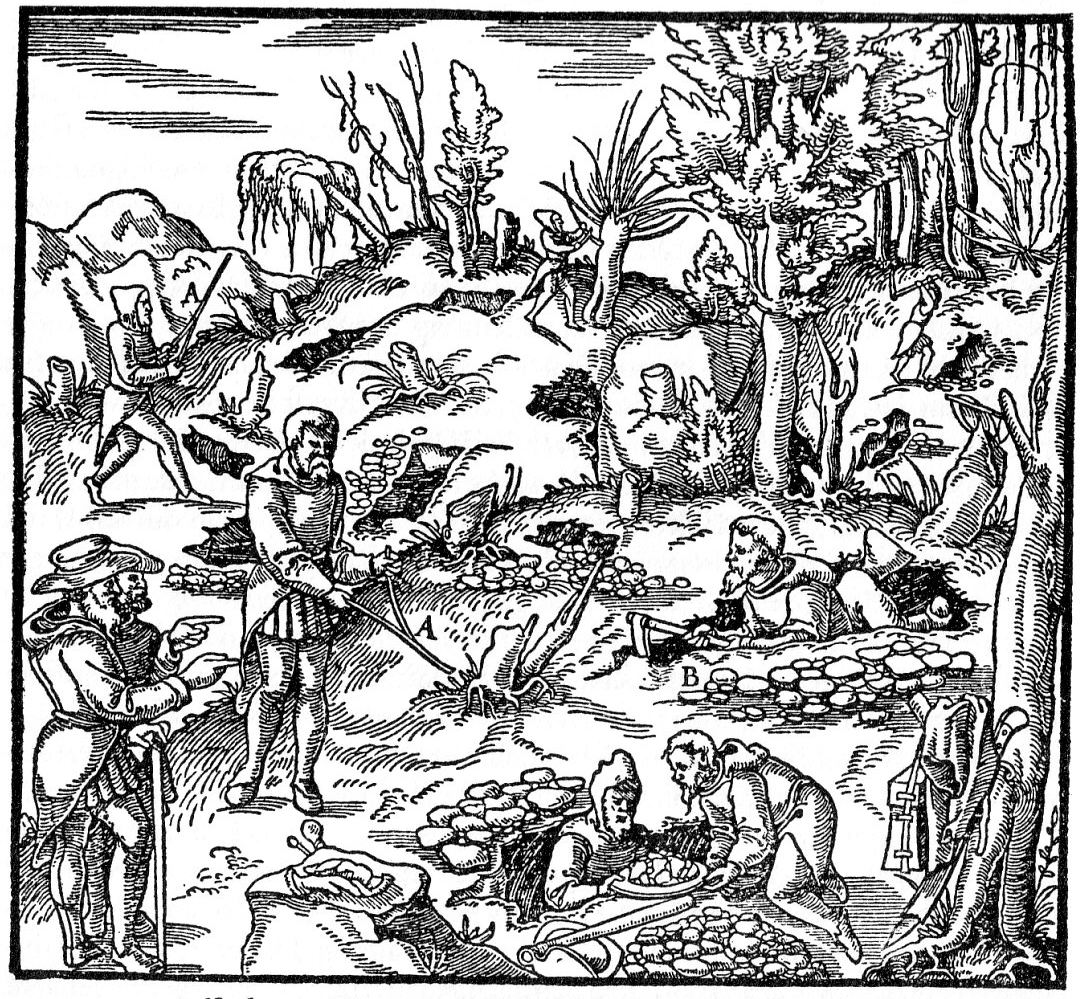
Pendelen met een gevorkte tak, een methode die Agricola afwijst.

Dit boek beschrijft de mijnwerker en het vinden van de aders. Agricola gaat ervan uit dat zijn publiek bestaat uit mijneigenaars, of investeerders in mijnen. Hij adviseert eigenaars om dicht bij de mijn te leven, en om goede assistenten te benoemen. Het is aan te bevelen om aandelen te kopen in mijnen, die nog niet ontgonnen zijn, alsmede in actieve mijnen om de risico's te spreiden. De volgende sectie van dit boek beveelt gebieden aan waar de mijnwerkers moeten zoeken. Deze zijn over het algemeen bergen, waar hout beschikbaar is als brandstof en  waar water voorradig is. Een bevaarbare rivier kan gebruikt worden om brandstof te brengen, want enkel goud of edelstenen kunnen gewonnen worden als er geen brandstof beschikbaar is. De wegen moet goed begaanbaar zijn, en het gebied gezond. Agricola beschrijft het afzoeken van rivierbeddingen voor metalen en edelstenen, die uit de aders gespoeld zijn. Hij legt ook uit hoe je blootgelegde aders herkent en beschrijft de effecten van de metalen op de bovenliggende vegetatie. Hij beveelt het graven van sleuven aan om aders te traceren, die net onder de oppervlakte liggen. Hij beschrijft tevens het pendelen met een gevorkte tak, hoewel hij deze methode zelf verwerpt. Uiteindelijk levert hij commentaar op de praktijk aangaande het benoemen van aders of schachten.

### Boek III: Aders, insluitsels en naden in de rotsen
Dit boek beschrijft de verschillende types aders, die gevonden kunnen worden. Er zijn 30 illustraties van de verschillende vormen van deze aders, en twee diagrammen, die samen het leeuwendeel van Boek III vormen. Agricola beschrijft ook een type kompas om de richting van de aders te bepalen en hij spreekt sommige schrijvers, die beweren dat aders die in bepaalde richtingen liggen rijker zijn, tegen door tegenvoorbeelden te leveren. Hij vermeldt ook de theorie dat de zon metalen uit de aders naar de oppervlakte zou trekken, hoewel hij dit sterk betwijfelt. Ten slotte legt hij uit dat goud niet gegenereerd wordt in de bedding van beken en rivieren, en dat hieraan verbonden de oost-west stromen evenmin productiever zijn dan andere stromen. Goud komt voor in beken, omdat het uit de aders uitgesleten is door het water.

### Boek IV: Onderverdeling van aders en de functies van mijnbouwambtenaren
Dit boek beschrijft hoe een ambtenaar, de zogenaamde bergmeester, verantwoordelijk is voor de mijnbouw. Hij markeert het land in secties, wanneer een ader is ontdekt. De rest van het boek behandelt de wetten van de mijnbouw. Er is een sectie over de manier waarop de mijn kan worden verdeeld in aandelen. De rollen van verschillende andere ambtenaren in het reguleren van mijnen en het belasten van de productie worden vermeld. De ploegendiensten van de mijnwerkers legt hij vast. De belangrijkste taakverdelingen in de mijn worden opgesomd en dienen gereguleerd te worden door zowel de bergmeester als de voormannen.

### Boek V: Het graven naar erts en de landmeetkunst
Dit boek behandelt ondergrondse mijnbouw en mijnonderzoek. Om een ader onder de grond te gaan exploiteren, dient men te beginnen met een mijnschacht met een houten schuur (hut) erboven, waarin een ankerlier wordt geplaatst. Op de bodem van de schacht begint men een tunnel te graven, die de ader volgt en net groot genoeg is voor een man. De gehele ader moet worden verwijderd. Soms dient de tunnel verbonden te worden met de tunnel, die in een heuvel uitmondt. Insluitsels en zijaders moeten worden onderzocht met kruistunnels en -assen wanneer die zich voordoen. Agricola beschrijft vervolgens, dat goud, zilver, koper en kwik kan worden gevonden als gedegen metalen, wat bij andere metalen zeer zelden het geval is. Goud- en zilvererts worden in detail beschreven. Agricola stelt vervolgens dat het zelden de moeite waard is naar andere metalen te graven, tenzij de erts voldoende rijk is. Edelstenen worden in sommige mijnen gevonden, maar zelden hebben zij hun eigen aders. Zeilsteen is te vinden in ijzermijnen en amaril in zilvermijnen. Verschillende mineralen, en kleuring van aarde, kunnen worden gebruikt als aanwijzingen voor de aanwezigheid van metaalerts. Het eigenlijke mijnwerken hangt af van de hardheid van de rots; de zachtste wordt bewerkt met een houweel en vereist stutten met hout, het moeilijkste dient te worden gebroken met vuur. IJzeren wiggen, hamers en breekijzers worden gebruikt om andere stenen te breken. Verder worden zaken beschreven als schadelijke gassen, het binnendringen van water, en methoden voor het bekleden van tunnels en schachten met hout. Het boek eindigt met een lange verhandeling over onderzoek, met de instrumenten en technieken, benodigd voor het bepalen van de loop van aders. Mijnonderzoekers zorgen ervoor dat aders worden gevolgd, voorkómen dat erts wordt verwijderd uit andermans mijnclaims, en zorgen ervoor dat de mijn geen ongewenst ander effect vertoont.

### Boek VI: Gereedschappen en machines voor de mijnwerkers

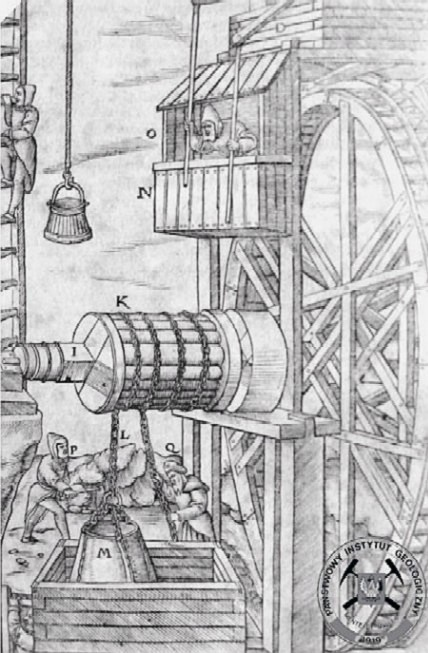
Een water-aangedreven mijn takel wordt gebruikt voor het opvoeren van erts.

Dit boek is uitvoerig geïllustreerd en beschrijft de gereedschappen en machines in gebruik in de mijnbouw. Handgereedschap en de verschillende soorten emmers, kruiwagens en vrachtwagens op houten rails worden beschreven. En tevens uitrusting voor paarden en sleden, die gebruikt worden om lasten boven de grond te krijgen. Agricola geeft dan informatie over de verschillende soorten machines voor het heffen van gewichten. Sommige van deze zijn door de mens aangedreven, en sommige door maximaal vier paarden of door waterraderen. Horizontale aandrijfassen langs tunnels maken het mogelijk om lasten te takelen in schachten niet direct verbonden met de oppervlakte. Indien dit niet mogelijk is kunnen ondergronds loopbanden worden geïnstalleerd. In plaats van het opheffen van lasten kunnen gelijksoortige machines ook gebruikt worden om een keten van emmers met water te verplaatsen. Agricola beschrijft ook verschillende ontwerpen van de zuigerpompen, aangedreven door mens, dier of waterraderen. Omdat deze pompen slechts water over ongeveer 24 voet konden oppompen, was in de diepste mijnen een hele batterij aan pompen nodig. Het ontwerp van een waterleiding komt ook aan de orde in deze sectie. Ontwerpen van luchtcirculatie door ventilatieschachten of geforceerde luchttoevoer met behulp van ventilatoren of een balg worden ook beschreven. Tot slot een korte bespreking van ladders en liften, de laatste bestaande uit een rieten kooi waarmee mijnwerkers op en neer kunnen worden getakeld.

### Boek VII: Over het analyseren van erts
Dit boek gaat over verder in op gebruikelijke technieken. Dit begin eerst een detaillering van de verschillende ontwerpen van ovens. Dan volgt een beschrijving van cupellatie, smeltkroezen, en dergelijke. De juiste methode van de voorbereiding van de cupellatie wordt gegeven, waarbij de voorkeur bestaat voor het gebruik van beukenas. Verder worden andere alternatieve additieven en formules beschreven, waarbij Agricola geen oordeelt velt. Driehoekige smeltkroezen zijn gemaakt van vette klei op een ondergrond van baksteen. Agricola beschrijft vervolgens in detail welke stoffen moeten worden toegevoegd, zowel fluxen als lood bij het smelten of testen. Keuze dienen gemaakt te worden afhankelijk van de welke kleur het erts brandt, wat namelijk een indicatie geeft van de aanwezige metalen. De lood moet zilver-vrij zijn of apart worden getest. De voorbereide erts wordt verpakt in papier, geplaatst in een soort kelk, en bedekt met brandende houtskool in de oven. De toetsbeker moet op hetzelfde moment worden verwarmd. Vervolgens moet het metaal uit de kelk worden overgebracht naar de toetsbeker. Een alternatief is dan de erts in een driehoekige kroes worden verwarmd, en vermengt en dan in de toetsbeker overgegoten. Goud en zilver worden gescheiden met behulp van een vloeistof, dat waarschijnlijk salpeterzuur is. Agricola beschrijft voorzorgsmaatregelen voor het waarborgen van de hoeveelheid lood correct is, en beschrijft ook de samensmelting van goud met kwik. Analysetechnieken voor onedele metalen zoals tin worden beschreven, evenals technieken voor legeringen zoals zilver-tin. Het gebruik van een toetssteen voor het testen van goud en zilver wordt besproken. Ten slotte volgen precieze wiskundige berekeningen, benodigd om de opbrengst van de testprocedure te berekenen.

### Boek VIII: Roosteren, kneden en wassen van erts
In dit boek geeft Agricola een gedetailleerd verslag van de voordelen van verschillende ertsen. Hij beschrijft de processen van het sorteren roosteren en malen bij erts. Het gebruik van water voor het wassen van ertsen wordt in detail besproken, bijvoorbeeld het gebruik van wasmachines en wastabellen. Er worden verschillende types van machines voor het breken en wassen van erts geïllustreerd, terwijl verder verschillende technieken voor de verschillende metalen en verschillende regio's worden beschreven.

### Boek IX: Methoden voor het smelten van ertsen

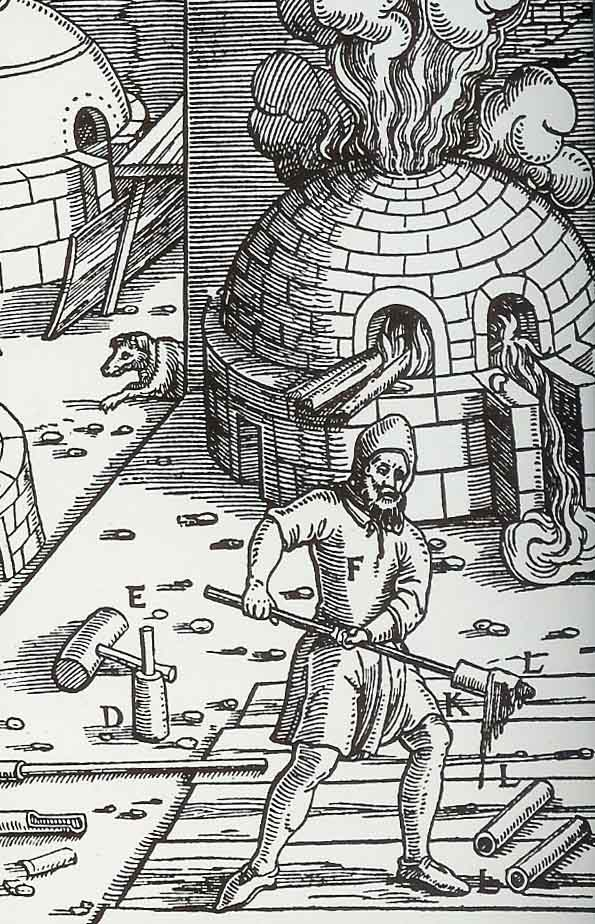
Het smelten van erts en het scheiden van de metalen.

Dit boek beschrijft het smelten, dat Agricola aanduidt als het "perfectioneren van het metaal door het vuur". Eerst wordt het ontwerp van ovens uitgelegd. Deze zijn voor het smelten van verschillende metalen alle vergelijkbaar; gebouwd van baksteen of zachte steen met een voorzijde van steen, en een mechanisch aangedreven Blaasbalg aan de achterzijde. Aan de voorzijde is een put, de voorhaard genoemd, voor invoer van de metalen. De oven wordt geladen met het betreffende erts en gemalen houtskool, en dan aangestoken. Bij het smelten van sommig goud en zilvererts wordt veel slak geproduceerd als gevolg van de relatief lage concentraties in de erts. Voor dit geval is er een kraan, die op geregelde tijden geopend kan worden om de slak te verwijderen. Als de oven klaar is, is de voorhaard gevuld met gesmolten lood, die uit de oven kan worden afgetapt. In andere type ovens kan het smeltproces continu zijn, en kan lood toegevoegde worden als het niet in het erts voorkomt. De slak kan worden afgeroomd op het moment dat het metaal wordt afgetapt. Het goud kan vervolgens uit het lood worden gescheiden door cupellatie. In het geval dat het slak nog veel metaal bevat, kan het opnieuw worden gesmolten. Andere smeltprocessen zijn vergelijkbaar, waarbij soms geen lood wordt toegevoegd. Agricola beschrijft ten slotte ook het maken van smeltkroes-staal en het destilleren van kwik en bismut in dit boekdeel.

### Boek X: Scheiden van zilver van goud en lood uit goud of zilver
Agricola beschrijft in dit boek het afscheiden van zilver uit goud met behulp van zuren. Ook beschrijft hij het verwarmen met antimoonsulfide, wat zou resulteren in zilversulfide en een mengsel van goud en antimoon. Het goud en zilver kan vervolgens worden gescheiden door cupellatie. Goud kan ook worden gescheiden met behulp van zouten of het gebruik van kwik. Grootschalige cupellatie met behulp van een cupellatiehaard wordt ook in dit boek aangekaart.

### Boek XI: Scheiden van zilver uit koper
Dit boek beschrijft het scheiden van zilver uit koper of ijzer. Dit wordt bereikt door het toevoegen van grote hoeveelheden lood bij een temperatuur net boven het smeltpunt van lood. Het lood zal hierbij smelten met het zilver. Dit proces dient meerdere keren herhaald worden. Het lood en zilver kunnen worden gescheiden door cupellatie.

### Boek XII: Fabricage van zout, soda, aluin, vitriool, zwavel, bitumen en glas
Dit laatste deel beschrijft de bereiding van wat Agricola noemt "sappen": zout, soda, salpeter, aluin, vitriool, zwavel en bitumen. Tot slot wordt het maken van glas behandeld. Agricola lijkt minder bekend met dit proces. Hij is niet zo duidelijk over het maken van glas uit de grondstoffen, maar wel duidelijk over het omsmelten glazen objecten te maken.

## Geschiedenis van de publicatie
Hoewel Agricola stierf in 1555, werd de publicatie uitgesteld tot de afronding van de uitgebreide en gedetailleerde houtsneden.
In 1912 verscheen de eerste Engelse vertaling van De Re Metallica in eigen beheer uitgegeven in Londen. De vertalers waren Herbert Hoover, een mijningenieur (en later president van de Verenigde Staten), en zijn vrouw, Lou Henry Hoover, een geoloog en latinist. De vertaling is opmerkelijk, niet alleen vanwege de helderheid van de taal, maar ook vanwege de uitgebreide voetnoten. Deze bevatten details omtrent de klassieke verwijzingen naar mijnbouw en de metaalindustrie, zoals de Historia Naturalis van Plinius de Oudere, de geschiedenis van de mijnbouwwetten in Engeland, Frankrijk en de Duitse staten, de veiligheid in de mijnen, met inbegrip van historische verwijzingen hieromtrent; en bekende mineralen op het moment dat Agricola de De Re Metallica schreef.
Latere vertalingen in andere talen, waaronder Duits, bouwen voort op de vertaling van de Hoovers met al haar voetnoten. Hierbij wordt stil gestaan bij de moeilijkheden met de uitvinding van Agricola, en de enkele honderden Latijnse uitdrukkingen, die zijn gebruikt om het middeleeuwse Duitse mijnbouw aan te duiden.